# Nekrolog 1226
Nekrolog
◄◄
| ◄
| 1222
| 1223
| 1224
| 1225
| 1226 | 1227 | 1228 | 1229 | 1230 | ► | ►►
Weitere Ereignisse | Allgemeiner Nekrolog 1226
Die Beschreibung der verstorbenen Person sollte so kurz wie möglich gehalten sein und nur deren signifikante Tätigkeit(en) enthalten.
Neue Namen ggf. auch unter dem Geburts- und Sterbedatum, also etwa unter 1. Januar und im Geburts- und Sterbejahr (2024) eintragen (nur bei entsprechender großer Wichtigkeit). Für Beispiele siehe die schon vorhandenen Artikel.
Außerdem über die fünf zuletzt Verstorbenen, zu denen es einen ausreichend guten Artikel für eine Präsentation auf der Hauptseite gibt, nach der todesbedingten Überarbeitung der Artikel ggf. auch unter Wikipedia Diskussion:Hauptseite informieren und sie am besten auch in den anderen Wikipedia-Sprachversionen eintragen. Tipp: Regelmäßig bei news.google.de nach „ist tot“, „gestorben“ oder „verstorben“ suchen.
Wenn eine Person gestorben ist, gibt es viele Seiten zu dieser Person in der Wikipedia, die davon auch betroffen sind und entsprechend aktualisiert werden müssen. Beispiele: Namenübersichtsseite, Geburtsjahr, Geburtsort-Seiten und viele mehr.
Wie finde ich die betroffenen Seiten?
Im Suchfeld auf der linken Seite gibt man den Suchbegriff so ein: „Vorname Nachname“. Dann klickt man auf Volltext und alle Seiten mit entsprechendem Suchtext werden aufgerufen. Hier sieht man dann schnell, wo auch das Todesjahr Sinn macht oder sogar ein Teil des Artikels angepasst werden muss. Auch hilft das „Werkzeug“ auf der linken Seite sehr gut, um solche Seiten aufzufinden: „Links auf diese Seite“. Somit ist die Wikipedia wieder aktuell in allen Bereichen! Hinweis: bei Eintragung der Kategorie „Gestorben JAHR“ wird der Missbrauchsfilter 49 ausgelöst, was jedoch nicht schlimm ist. Siehe: Spezial:Missbrauchsfilter/49
Dies ist eine Liste von im Jahr 1226 verstorbenen bekannten Persönlichkeiten. Die Einträge erfolgen innerhalb der einzelnen Daten alphabetisch sortiert. Tiere sind im Nekrolog für Tiere zu finden.

## März
| Tag     | Name                                    | Beruf, bekannt als | Alter | Beleg |
| ------- | --------------------------------------- | ------------------ | ----- | ----- |
| 7. März | William Longespée, 3. Earl of Salisbury | englischer Adliger |       |       |

## April
| Tag      | Name                         | Beruf, bekannt als                                                       | Alter | Beleg |
| -------- | ---------------------------- | ------------------------------------------------------------------------ | ----- | ----- |
| 9. April | Konrad IV. von Frontenhausen | römisch-katholischer Bischof und Kanzler des Königs Philipp von Schwaben |       |       |

## Mai
| Tag     | Name               | Beruf, bekannt als                                             | Alter | Beleg |
| ------- | ------------------ | -------------------------------------------------------------- | ----- | ----- |
| 1. Mai  | Richard Marsh      | Lordkanzler und Siegelbewahrer von England, Bischof von Durham |       |       |
| 10. Mai | Beatrice I. d’Este | italienische Adlige und Benediktinerin                         |       |       |

## Juni
| Tag      | Name          | Beruf, bekannt als      | Alter | Beleg |
| -------- | ------------- | ----------------------- | ----- | ----- |
| 19. Juni | Agnes von Bar | Herzogin von Lothringen |       |       |

## Juli
| Tag      | Name                       | Beruf, bekannt als                                                          | Alter | Beleg |
| -------- | -------------------------- | --------------------------------------------------------------------------- | ----- | ----- |
| 10. Juli | az-Zāhir bi-amr Allāh      | 35. Kalif der Abbasiden                                                     |       |       |
| 10. Juli | Budilov                    | Bischof von Prag                                                            |       |       |
| 18. Juli | Dietrich III. von Isenberg | deutscher römisch-katholischer Geistlicher; Bischof von Münster (1218–1226) |       |       |

## August
| Tag    | Name     | Beruf, bekannt als                                         | Alter | Beleg |
| ------ | -------- | ---------------------------------------------------------- | ----- | ----- |
| August | Guido I. | Graf von Saint-Pol und Herr von Montjay, Broigny und Crécy |       |       |

## September
| Tag           | Name                 | Beruf, bekannt als                                                    | Alter | Beleg |
| ------------- | -------------------- | --------------------------------------------------------------------- | ----- | ----- |
| 9. September  | Rudolf von Güttingen | Abt von St. Gallen und Bischof von Chur                               |       |       |
| 13. September | Bouchard I. de Marly | französischer Ritter und Kreuzfahrer sowie Herr von Marly und Saissac |       |       |

## Oktober
| Tag        | Name             | Beruf, bekannt als                                                                               | Alter | Beleg |
| ---------- | ---------------- | ------------------------------------------------------------------------------------------------ | ----- | ----- |
| 3. Oktober | Franz von Assisi | Gründer des katholischen Ordens der Franziskaner, katholischer Heiliger, Schutzheiliger Italiens |       |       |

## November
| Tag          | Name                   | Beruf, bekannt als                           | Alter | Beleg |
| ------------ | ---------------------- | -------------------------------------------- | ----- | ----- |
| 6. November  | Guillaume de Joinville | Bischof von Langres und Erzbischof von Reims |       |       |
| 8. November  | Ludwig VIII.           | König von Frankreich                         | 39    |       |
| 14. November | Friedrich von Isenberg | deutscher Graf                               |       |       |
| 24. November | William Brewer         | englischer Adeliger, Beamter und Richter     |       |       |

## Dezember
| Tag          | Name                | Beruf, bekannt als    | Alter | Beleg |
| ------------ | ------------------- | --------------------- | ----- | ----- |
| 5. Dezember  | Heinrich Borwin II. | Fürst von Mecklenburg |       |       |
| 18. Dezember | Benedict of Sawston | Bischof von Rochester |       |       |

## Datum unbekannt
| Tag | Name                  | Beruf, bekannt als                                          | Alter | Beleg |
| --- | --------------------- | ----------------------------------------------------------- | ----- | ----- |
|     | Philipp von Antiochia | König von Armenien                                          |       |       |
|     | Falkes de Bréauté     | Söldner im Dienst des englischen Königs Johann Ohneland     |       |       |
|     | William Hastings      | englischer Adliger                                          |       |       |
|     | Pandulf               | päpstlicher Legat in England und Bischof von Norwich        |       |       |
|     | Roger de Montbegon    | englischer Adliger und Rebell                               |       |       |
|     | Philipp II.           | Markgraf von Namur                                          |       |       |
|     | Slauko der Große      | böhmischer Fürst, höchster Kämmerer und Kastellan von Bilin |       |       |
|     | Ida von Toggenburg    | Schweizer Heilige                                           |       |       |
|     | Walram IV.            | Herzog von Limburg und Graf von Luxemburg und Arlon         |       |       |
|     | Wilhelm der Bretone   | französischer Chronist                                      |       |       |
|     | Anna von Zähringen    | Frau von Ulrich III.                                        |       |       |